# 캣니스 에버딘
캣니스 에버딘(Katniss Everdeen)은 수잔 콜린스의 소설 삼부작인 《헝거 게임 시리즈》의 등장인물이자 주인공이다. 영화 《헝거 게임: 판엠의 불꽃》과 《헝거 게임: 캣칭 파이어》에서는 제니퍼 로렌스가 캣니스 역을 맡았으며, 《헝거 게임: 모킹제이》와 《헝거 게임: 모킹제이 - 파트 2》에서도 계속 캣니스 역을 맡는다.